# Anapronoe reinhardti
Anapronoe reinhardti is een vlokreeftensoort uit de familie van de Anapronoidae. De wetenschappelijke naam van de soort is voor het eerst geldig gepubliceerd in 1925 door Stephensen.